# Jüdischer Friedhof (Kobyla Góra)
Koordinaten: 51° 22′ 47,3″ N, 17° 49′ 40,1″ O

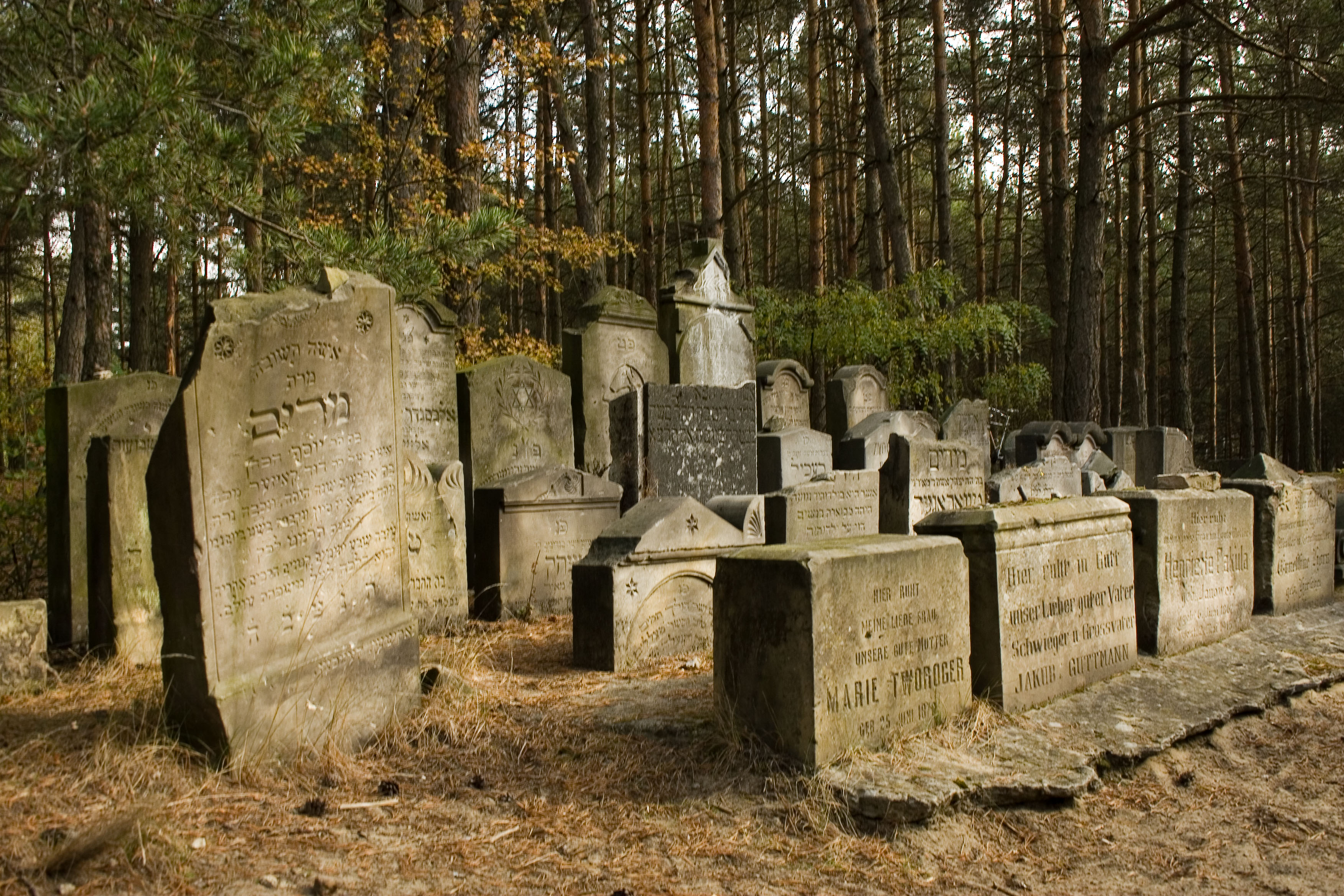
Jüdischer Friedhof in Kobyla Góra

Der Jüdische Friedhof in Kobyla Góra (deutsch Heideberg), einem polnischen Dorf im Powiat Ostrzeszowski der Woiwodschaft Großpolen, wurde 1803 angelegt. Im Jahr 1866 wurde ein Taharahaus erbaut.
Der jüdische Friedhof wurde während des Zweiten Weltkriegs von den deutschen Besatzern verwüstet.